# Giro di Toscana 1930
Il Giro di Toscana 1930, ottava edizione della corsa, si svolse il 4 maggio 1930 su un percorso di 298 km. La vittoria fu appannaggio dell'italiano Pio Caimmi, che completò il percorso in 11h34'00", precedendo i connazionali Alfredo Binda e Luigi Marchisio.
I corridori che presero il via da Piombino furono 44, mentre coloro che tagliarono il medesimo traguardo furono 27.

## Ordine d'arrivo (Top 10)
| Pos. | Corridore                  | Squadra                    | Tempo                      |
| ---- | -------------------------- | -------------------------- | -------------------------- |
| 1    | Pio Caimmi                 | Gloria                     | 11h34'00"                  |
| 2    | Alfredo Binda              | Legnano-Pirelli            | s.t.                       |
| 3    | Luigi Marchisio            | Legnano-Pirelli            | s.t.                       |
| 4    | Antonio Negrini            | Maino                      | s.t.                       |
| 5    | Remo Bertoni               | Legnano-Pirelli            | s.t.                       |
| 6    | Leonida Frascarelli        | Legnano-Pirelli            | s.t.                       |
| 7    | 12 ciclisti a s.t. ex æquo | 12 ciclisti a s.t. ex æquo | 12 ciclisti a s.t. ex æquo |